# 社交聯繫感
社交聯繫感是人際關係的一部分，是指一個人因与他人之間保持亲密關係而感到的幸福感，例如一個人在與親密的人來往時能感到自己被對方关心、被重视以及被爱的感覺，而且自己遇到困難，還能獲得他人的支持。如果缺乏社交聯繫感，會讓人感到孤独、 加速衰老和增加罹患心血管疾病的风险以及 自杀風險。 